# Stephan Schilling

Stephan Schilling

Stephan Schilling (* 25. November 1982 in Lüneburg) ist ein deutscher Politiker und ehemaliger Sprecher der Grünen Jugend, der Jugendorganisation von Bündnis 90/Die Grünen. 

## Leben
Sein Abitur machte Schilling 2002 in Duderstadt, seit Oktober 2003 studiert er Volkswirtschaft an der Freien Universität Berlin. Von 2001 bis 2002 war er Mitglied des Landesvorstandes der Grünen Jugend Niedersachsen, ab April 2002 als Landesschatzmeister. 2002 bis 2004 war er Schatzmeister des Bundesverbands der Grünen Jugend. Von 2004 bis 2006 war Schilling Sprecher der Jugendorganisation. Schilling wird dem linken Flügel seiner Partei zugerechnet.
Auf dem Landesparteitag der niedersächsischen Grünen verfehlte Schilling eine Platzierung auf einem aussichtsreichen Listenplatz für die Bundestagswahl 2005 und wurde von den Delegierten schließlich auf Platz 8 der Landesliste gewählt. Zusammen mit Sven Giegold, Gerhard Schick und anderen, entwickelte er den Green New Deal, welcher auf dem Bundesparteitag 2008 in Erfurt beschlossen wurde.
Seit November 2007 ist Schilling Mitglied im Koordinierungskreis von Attac und Finanzexperte der Bewegung. Er war außerdem Büroleiter im Bundesvorstandsbüro von Claudia Roth und Mitarbeiter des grünen Bundestagsabgeordneten Frithjof Schmidt. Seit Januar 2012 arbeitet Stephan Schilling als Büroleiter von Jürgen Trittin.